# 948 Jucunda
948 Jucunda è un asteroide della fascia principale. Scoperto nel 1921, presenta un'orbita caratterizzata da un semiasse maggiore pari a 3,0343421 UA e da un'eccentricità di 0,1612089, inclinata di 8,65127° rispetto all'eclittica.
Il nome per questo asteroide è stato scelto a caso dal popolare calendario Lahrer Hinkender Bote, pubblicato nella città di Lahr/Schwarzwald, in Germania.